# Antonín Gruda
Antonín Gruda (17. srpna 1844 Mokré Lazce – 21. února 1903 Opava) byl český katolický kněz, právník a národní buditel ve Slezsku.

## Život
Po studiích v Opavě a v Kroměříži, studoval teologii na bohoslovecké fakultě v Olomouci. V roce 1868 byl vysvěcen na kněze a po vysvěcení se jeho prvním působištěm staly Holice u Olomouce. Krátce poté byl přeložen do Přerova. Spolu s Vincencem Praskem a Kazimírem Tomáškem patřil k organizátorům prvního tábora českého lidu ve Slezsku na Ostré hůrce u Chabičova v roce 1869. V letech 1870–1886 působil v Kateřinkách u Opavy. Od roku 1886 byl farářem v Mokrých Lazcích. V osmdesátých letech studoval práva na Karlo–Ferdinandově univerzitě v Praze. Studia zakončil v roce 1890 získáním doktorátu. V roce 1898 se stal farářem v Kateřinkách, kde působil až do své smrti. Je pochován na Kateřinském hřbitově, v řadě kněžských hrobů.
Aktivně se podílel na činnosti Matice opavské. Dlouhá léta působil v různých funkcích ve vedení spolku a v letech 1882–1885 byl starostou matice. Zasazoval se především o zřizovaní českých škol ve Slezsku a o zrovnoprávnění češtiny v rakouském Slezsku ve školství a v soudnictví. V letech 1890 a 1897 byl zvolen poslancem slezského zemského sněmu v Opavě za okresy Opava a Bílovec. Zemřel v roce 1903 a byl pohřben na hřbitově v Kateřinkách. V Opavě–Kateřinkách je po něm pojmenována ulice Grudova.